# Takifugu alboplumbeus
Takifugu alboplumbeus es una especie de peces de la familia Tetraodontidae en el orden de los Tetraodontiformes.

## Morfología
- Los machos pueden llegar alcanzar los 23 cm de longitud total.
- Número de  vértebras: 21.[1][2]

## Hábitat
Es un pez de mar de clima subtropical.

## Distribución geográfica
Se encuentran en Asia: la China (incluyendo Hong Kong), el Japón y Corea.

## Observaciones
- La carne, el hígado, los ovarios, la piel y el intestino son tóxicos, por lo que no se puede comer ya que es  venenoso para los humanos.